# 波士顿公共图书馆麦金楼
波士顿公共图书馆麦金楼（Boston Public Library McKim Building）建于1895年，位于科普利广场，包含图书馆的研究部、展览室和行政办公室。该建筑于1895年开业时，被宣布为“人民的宫殿”。该建筑包括豪华的装饰，全国第一个儿童室，一个中央庭院和环绕周围的文艺复兴风格回廊。图书馆定期显示其罕见的珍本书籍和艺术品。

## 建筑
麦金的设计显示了来自一些建筑先例的影响。科普利广场的立面总体布局是基于巴黎圣女日南斐法图书馆（亨利拉布鲁斯特设计，建于1845至1851年），但是细部的窗户是基于莱昂·巴蒂斯塔·阿尔伯蒂的里米尼马拉泰斯提亚诺教堂（Tempio Malatestiano）。建筑中心的露天庭院是基于罗马的十六世纪建筑文书院宫。麦金还利用最新的建筑技术，例如巴伦西亚人拉斐尔·古斯塔维诺的加泰罗尼亚拱顶。在图书馆内可以看到七种不同类型的古斯塔维诺拱顶。

## 圖庫

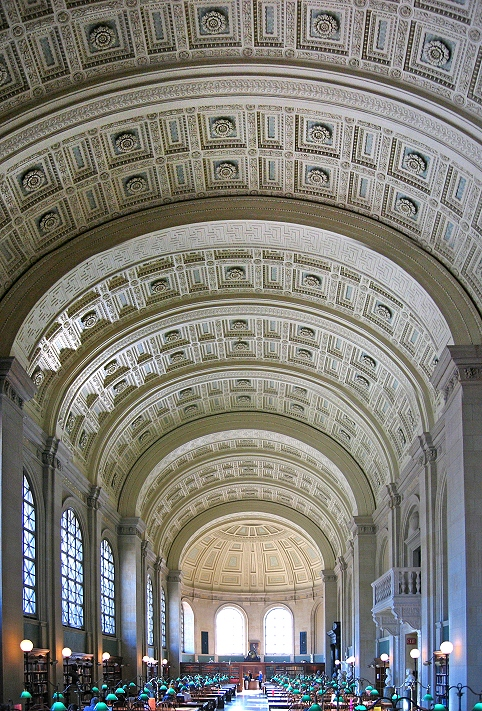
贝茨厅的天花板
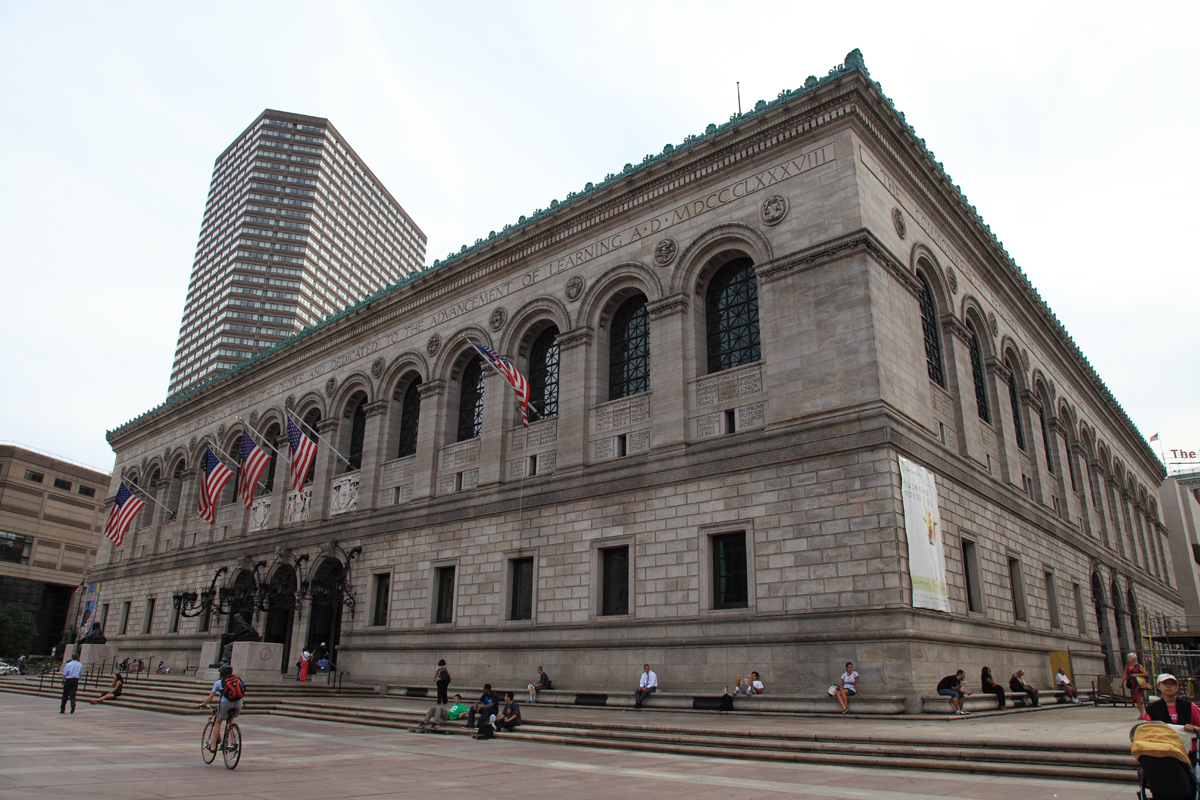
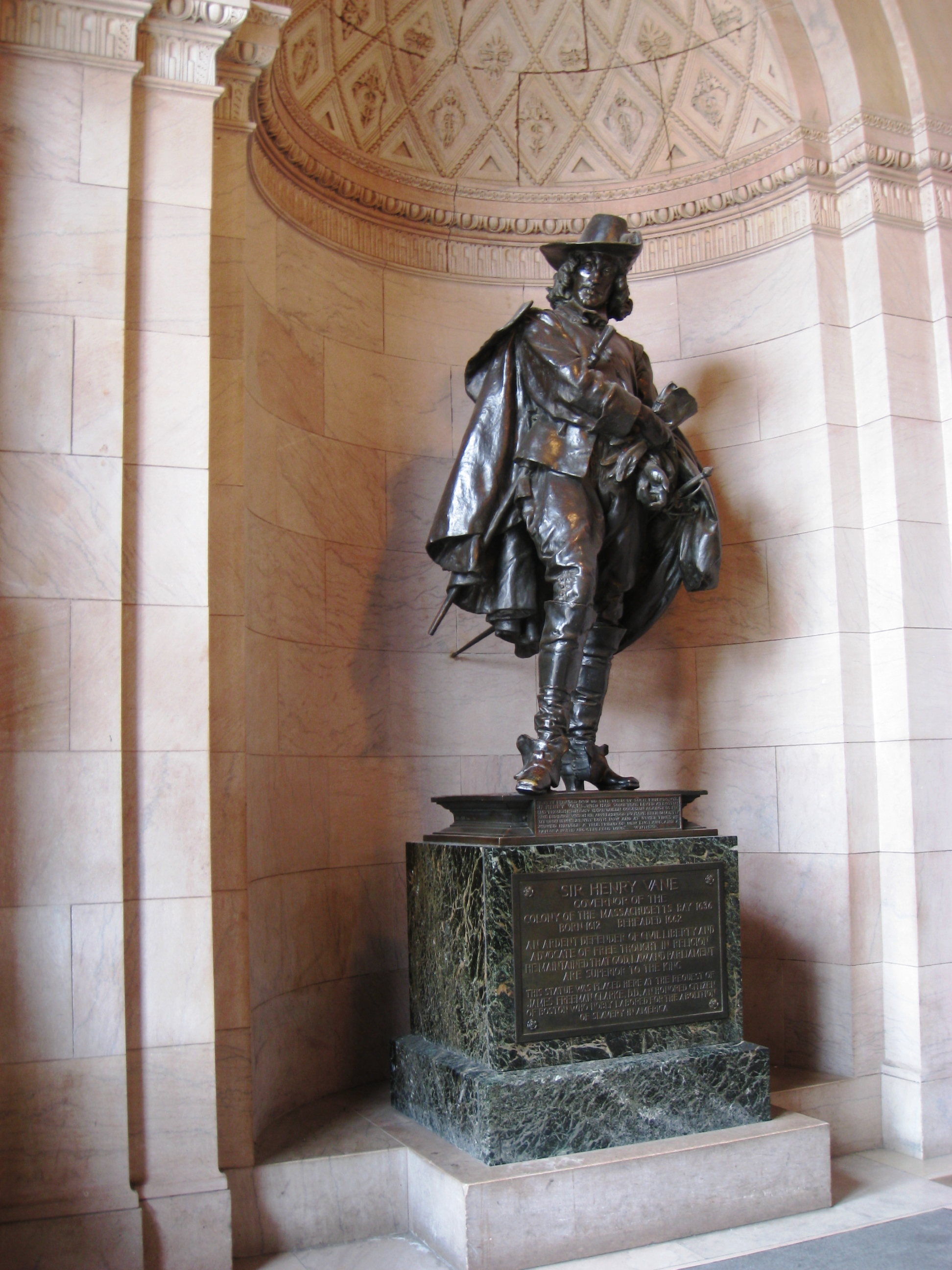
Henry Vane
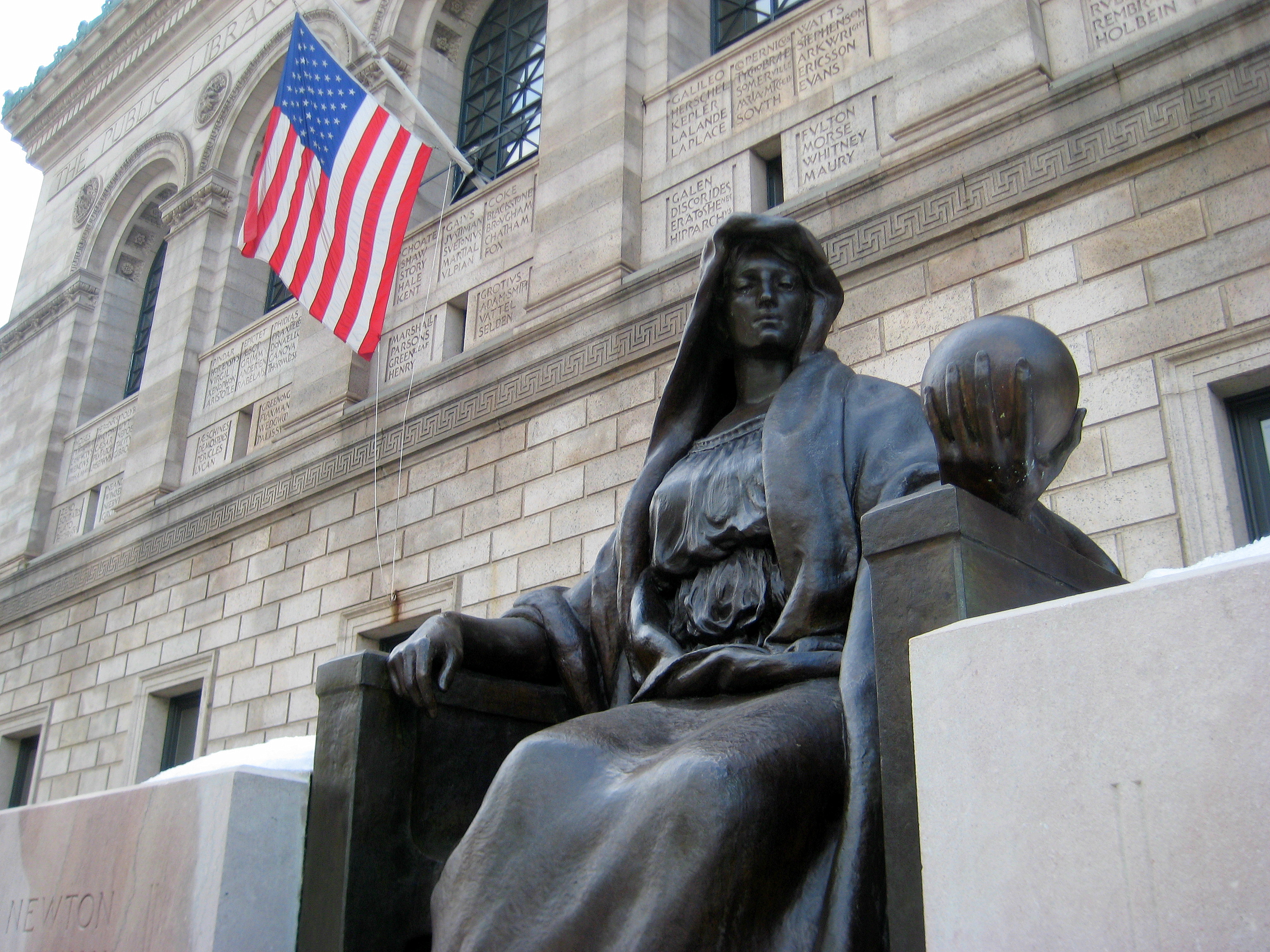
科学
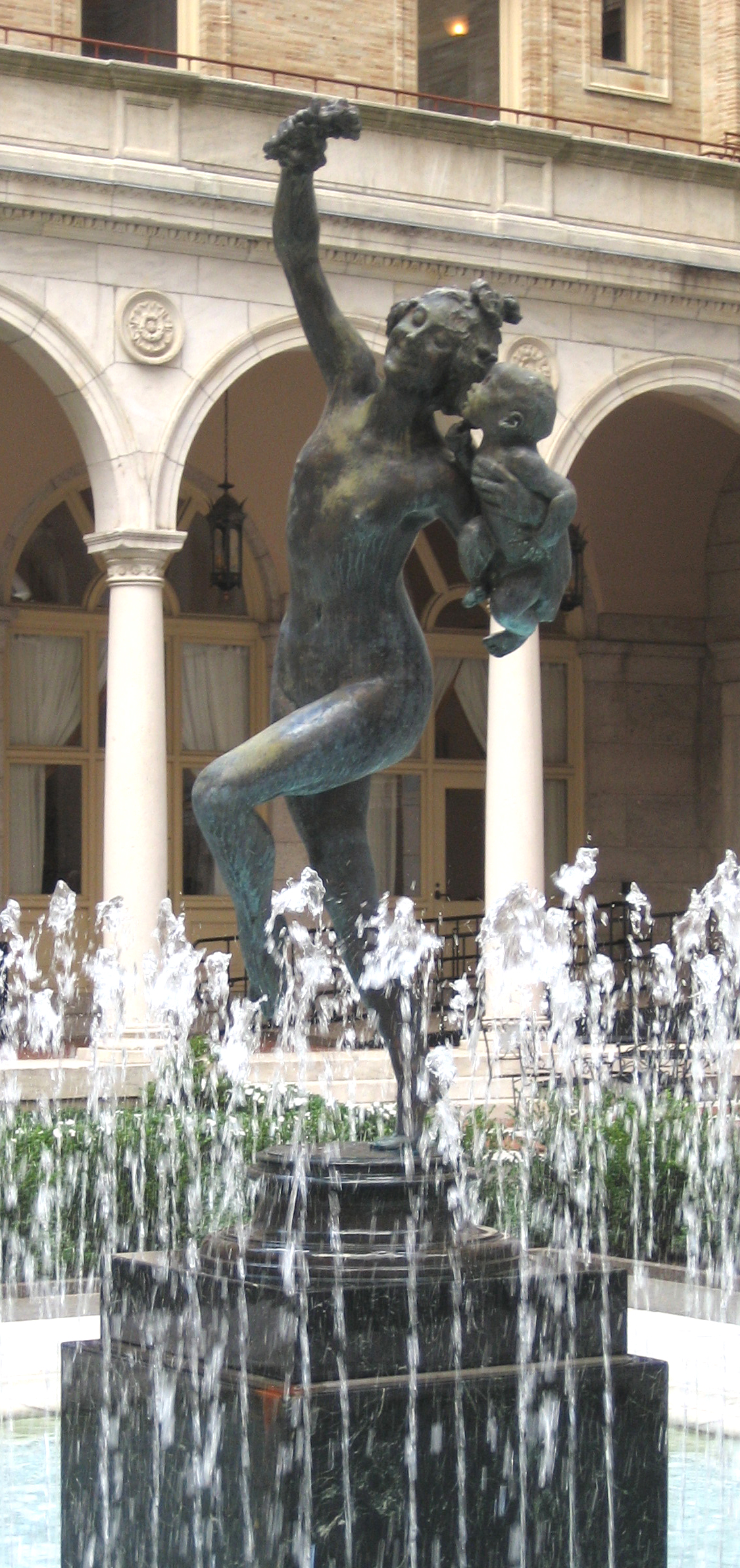

## 外部連結
- The Boston Public Library （页面存档备份，存于）
- A Tribute to the Boston Public Library （页面存档备份，存于）
- Boston Public Library （页面存档备份，存于）: architectural images
- Great Buildings on-line （页面存档备份，存于）
- Photos of the Boston Public Library
- Trustees' McKim Construction Photos （页面存档备份，存于） The Boston Public Library's McKim Construction Photos on Flickr.com